# Beowulf (2007)
Beowulf is een Amerikaanse fantasyfilm uit 2007 onder regie van Robert Zemeckis. De film is gebaseerd op het epos Beowulf.

## Productie
In juli 1997 schreef Neil Gaiman samen met Roger Avary de bewerking van het gedicht. In januari 2005 betaalden Sony Pictures en producent Steve Bing $2.000.000 aan de schrijvers voor de rechten van het scenario. Het zou een motion capture-film worden.
In juni 2005 werden Ray Winstone, Anthony Hopkins, Brendan Gleeson en Robin Wright Penn gekozen voor de film onder Columbia Pictures. De acteurs gaven een voorkeur aan een "normale film" boven een animatiefilm. Nadat ook Angelina Jolie werd geselecteerd in augustus 2005, veranderde Bing de studio naar Paramount Pictures voor een Amerikaanse lancering en Warner Bros. Pictures voor een distributie buiten de Verenigde Staten.

## Rolverdeling
| Acteur            | Personage           |
| ----------------- | ------------------- |
| Ray Winstone      | Beowulf             |
| Crispin Glover    | Grendel             |
| Anthony Hopkins   | Koning Hrothgar     |
| John Malkovich    | Unferth             |
| Robin Wright Penn | Koningin Wealhtheow |
| Angelina Jolie    | Grendels moeder     |
| Brendan Gleeson   | Wiglaf              |
| Alison Lohman     | Ursula              |
| Greg Ellis        | Garmund             |
| Dominic Keating   | Oude Cain           |
| Rik Young         | Eofor               |
| Charlotte Salt    | Esthrith            |
| Nick Jameson      | Drehgbearn          |
| Chris Coppola     | Olaf                |